# Anti-Vibration Compound
Anti-Vibration Compound ist eine temperaturbeständige Mischung aus einer Flüssigkeit mit körnigen Feststoffen. Sie wird verwendet, um hochfrequente Schwingungen zu vermindern, wie z. B. in Kalanderwalzen von Papiermaschinen. Das Auftreten von derartigen Schwingungen verringert die Leistung eines Kalanders oder sogar der gesamten Papiermaschine. Die Ursachen dafür sind z. B. Dickenprofilschwankungen der Papierbahn in Maschinenrichtung, Lagerschäden, fehlerhafte Ausrichtung der Antriebswellen.
Das Anti-Vibrations Compound wird in die vergrößerte Zentralbohrung der Walze gefüllt. Die Schwingungen manifestieren sich in hochfrequenten periodischen Bewegungen des Walzenkörpers mit Amplituden von weniger als einem bis zu mehreren µm. Sie werden von der Walzenstruktur auf die inkompressible Flüssigkeitskomponente übertragen. Aufgrund der geringeren Beweglichkeit der festen Komponenten wegen ihrer Massenträgheit führt die Flüssigkeit erzwungene oszillierende Bewegungen um diese aus. Durch kleinste Verwirbelungen wird dabei die Bewegungsenergie in Reibungswärme umgewandelt und die Schwingung gedämpft.
Erreicht wird ein ruhigerer Lauf der Kalanderwalzen und damit höhere Betriebsgeschwindigkeiten. Die Nachschleifintervalle der polymeren Bezüge verlängern sich aufgrund der geringeren Neigung zur Barringbildung. Andere Anwendungen von Anti-Vibration Compound sind die Befüllung von geschweißten Maschinenbetten oder die Beruhigung von Messarmen in Messmaschinen.
Für die Anwendung von Anti-Vibration Compound in Kalanderwalzen wurde ein deutsches Patent erteilt (DE 103 58 292 B3). Patentinhaber waren die SHW Casting Technologies GmbH und die MFS Maschinenfabrik GmbH. Das Schutzrecht ist 2014 erloschen wegen Nichtzahlung der Jahresgebühr.